# Vicente Mariño Ortega
Vicente Mariño Ortega (1863-1944) fue un ingeniero de caminos, que desarrolló gran parte de su actividad profesional en la ciudad española de Guadalajara. 

## Biografía
Mariño Ortega nació en la localidad zamorana de Benavente. Tras sus estudios universitarios, ocupó distintos cargos relacionados con su actividad en distintos puntos de la geografía española, como en Rosas (Gerona) o en La Coruña. En el año 1912 fue destinado ingeniero jefe de Obras Públicas en la ciudad de Guadalajara. En dicha ciudad emprendió una serie de acciones urbanísticas muy reseñables, entre ellas cabe nombrar el ensanche del puente sobre el río Henares, el muro que separa el paseo de la Concordia con la calle del Capitán Boixareu Rivera, así como el doble muro lateral del paseo de la Estación. Asimismo, utilizó el primer coche particular de la ciudad de Guadalajara. Por todo ello, Mariño Ortega fue declarado Hijo Adoptivo de la Ciudad en 1942, bajo la alcaldía de Enrique Fluiters Aguado. Se le dedicó además una calle.
Su actividad no solamente se desarrolló en Guadalajara, también en otros municipios de la provincia llevó a cabo proyectos urbanísticos, entre ellos Horche, Torre del Burgo, Molina de Aragón o Tendilla, donde se le dedicó una plaza en su honor.